# Eduardo Ciannelli
Eduardo Alfonso Ciannelli (Lacco Ameno, 30 agosto 1888 – Roma, 8 ottobre 1969) è stato un attore e baritono italiano naturalizzato statunitense, attivo in campo teatrale, cinematografico e televisivo.
Prese parte a oltre 100 film e 90 episodi di serie televisive, imponendosi come grande caratterista del cinema americano degli anni trenta e quaranta. Specializzato in ruoli di cattivo, interpretò innumerevoli parti di gangster.

Nel corso della carriera ha lavorato con registi come Alfred Hitchcock, Michelangelo Antonioni, Mario Monicelli, Luigi Zampa e recitato con attori quali Bette Davis, Humphrey Bogart, Cary Grant, Spencer Tracy, Gregory Peck, Ginger Rogers, Sophia Loren, Anna Magnani.

## Biografia
Nato dalla britannica Caterina Nesbitt e da Nicola, un medico ed imprenditore turistico dell'isola d'Ischia, per volere del padre si laureò in medicina alla Federico II di Napoli, lavorando brevemente come medico delle Terme Regina Isabella di proprietà della sua famiglia. Affascinato dal mondo dello spettacolo, girò l'Italia e l'Europa con una compagnia teatrale esibendosi anche alla Scala di Milano, quando nel 1914 lasciò l'isola d'origine per recarsi a New York, per intraprendere la carriera di attore teatrale e di musicista. Altre fonti indicano che negli Stati Uniti vi si recò al termine della prima guerra mondiale. Grazie alla sua voce baritonale ed alla buona padronanza dell'inglese, tra il 1916 ed il 1919 si esibisce a Broadway in una trentina di musical, tra cui Always You di Oscar Hammerstein II  e Rose-Marie, Lady Billy (1920), periodo in cui incide anche alcuni dischi per la Columbia Records. Nel 1917 esordì nel mondo del cinema, prendendo parte al film muto The Food Gamblers. Ma è a partire dagli anni trenta che prende parte stabilmente alle produzioni cinematografiche, anche grazie alla perfetta conoscenza della lingua. Nel 1933 si spostò a Hollywood, dove debuttò davanti alla cinepresa nel film Notturno viennese, con John Barrymore, ricoprendo nei film successivi ruoli secondari ma di una certa rilevanza. Nel 1935 prese parte al musical Winterset di Maxwell Anderson, anno che segnò la svolta della sua carriera. Nel 1937 recitò al fianco di Bette Davis ed Humphrey Bogart nella pellicola Le cinque schiave di Lloyd Bacon, divenendo uno dei caratteristi più ricercati dai produttori per parti di cattivo.
Nel 1939 partecipa al film cult Gunga Din di George Stevens con Cary Grant, nel 1940 è scritturato da Alfred Hitchcock per la spy story Il prigioniero di Amsterdam, da Sam Wood per il film Kitty Foyle, ragazza innamorata, da Christy Cabanne per The Mummy's Hand e da Frank Borzage per L'isola del diavolo con Clark Gable.
Nel secondo dopoguerra lavorò alternativamente sia in Italia che negli Stati Uniti. Recita in Patto col diavolo (1949) di Luigi Chiarini, Vulcano (1950) di William Dieterle, Processo alla città (1952) di Luigi Zampa, I vinti (1953) di Michelangelo Antonioni, La voce del silenzio (1953), Attila (1954) con Anthony Quinn e Sophia Loren, Proibito di Mario Monicelli (1954), Elena di Troia (1956).
Negli anni sessanta partecipa a La vendetta della signora (1964), La caccia (1966) con Marlon Brando, La fratellanza (1968) con Kirk Douglas e Irene Papas, La collina degli stivali (1969) con Bud Spencer e Terence Hill, Colpo rovente (1969) con Barbara Bouchet e Carmelo Bene, Il segreto di Santa Vittoria (1969) con Anthony Quinn e Anna Magnani. La pellicola L'oro di Mackenna (1969) fu la sua ultima apparizione cinematografica.

## Televisione
Negli Stati Uniti nel 1940 ottenne un ruolo da protagonista in una serie televisiva di nove episodi, Mysterious Doctor Satan, un piccolo cult fantascientifico trasmesso anche in Messico ed in Germania. Partecipò anche a diversi spettacoli televisivi tra cui, Climax Mystery Theater, Perry Mason, Alfred Hitchcock Presents, Johnny Staccato, The Detectives, Dr. Kildare.

## Vita privata
Appena trasferitosi negli Stati Uniti, conobbe e sposò Alma Wolfe, il cui matrimonio durò per tutta la vita. La coppia ebbe un figlio, Lewis Edward Ciannelli, attore e direttore del doppiaggio per film dall'italiano all'inglese. Eduardo Ciannelli morì a Roma nel 1969 e tumulato presso il cimitero Flaminio accanto alla moglie, morta un anno prima.

## Riconoscimenti
- Tony Award
  - 1961 – Candidatura al miglior attore non protagonista in un'opera teatrale per L'avvocato del diavolo

Nel 2012, l'amministrazione comunale di Lacco Ameno (NA), sulla facciata dell'edificio in cui nacque Eduardo Ciannelli, ancora di proprietà della famiglia dell'attore ischitano, vi murò una lapide in sua memoria.

## Filmografia

### Cinema

Eduardo Ciannelli in La voce del silenzio (1953)

- The Food Gamblers, regia di Albert Parker (1917)
- Notturno viennese (Reunion in Vienna), regia di Sidney Franklin (1933)
- The Scoundrel, regia di Ben Hecht e Charles MacArthur (1935)
- Sotto i ponti di New York (Winterset), regia di Alfred Santell (1936)
- Criminal Lawyer, regia di Christy Cabanne (1937)
- Le 5 schiave (Marked Woman), regia di Lloyd Bacon (1937)
- The League of Frightened Men, regia di Alfred E. Green (1937)
- Una donna in gabbia (Hitting a New High), regia di Raoul Walsh (1937)
- The Girl from Scotland Yard, regia di Robert G. Vignola (1937)
- Lettera anonima (Super-Sleuth), regia di Benjamin Stoloff (1937)
- On Such a Night, regia di Ewald André Dupont (1937)
- Una donna in gabbia (Hitting a New High), regia di Raoul Walsh (1937)
- Law of the Underworld, regia di Lew Landers (1938)
- Blin Alibi, regia di Lew Landers (1938)
- Il grido interrotto (Risky Business), regia di Arthur Lubin (1939)
- Gunga Din, regia di George Stevens (1939)
- Il prigioniero di Amsterdam (Foreign Correspondent), regia di Alfred Hitchcock (1940)
- L'isola del diavolo (Strange Cargo), regia di Frank Borzage (1940)
- The Mummy's Hand, regia di Christy Cabanne (1940)
- Kitty Foyle, ragazza innamorata (Kitty Foyle), regia di Sam Wood (1940)
- Avventura a Bombay (They Met in Bombay), regia di Clarence Brown (1941)
- Ellery Queen's Penthouse Mystery, regia di James P. Hogan (1941)
- Avventura al Cairo (Cairo), regia di W. S. Van Dyke (1942)
- Dottor Broadway (Dr. Broadway), regia di Anthony Mann (1942)
- Ho salvato l'America (They Got Me Covered), regia di David Butler (1943)
- Aquile sul Pacifico (Flight for Freedom), regia di Lothar Mendes (1943)
- Il fiore che non colsi (The Constant Nymph), regia di Edmund Goulding (1943)
- Il giuramento dei forzati (Passage to Marseille), regia di Michael Curtiz (1944)
- La maschera di Dimitrios (The Mask of Dimitrios), regia di Jean Negulesco (1944)
- I cospiratori (The Conspirators), regia di Jean Negulesco (1944)
- Lo sterminatore (Dillinger), regia di Max Nosseck (1945)
- Una campana per Adano (A Bell for Adano), regia di Henry King (1945)
- Bionda incendiaria (Incendiary Blonde), regia di George Marshall (1945)
- La contessa di Montecristo (The Wife of Monte Cristo), regia di Edgar G. Ulmer (1946)
- Ladra di cuori (Heartbeat), regia di Sam Wood (1946)
- Gilda, regia di Charles Vidor (1946)
- Vacanze pericolose (Perilous Holiday), regia di Edward H. Griffith (1946)
- La mischia dei forti (Joe Palooka, Champ), regia di Reginald Le Borg (1946)
- Vecchia California (California), regia di John Farrow (1947)
- Il mistero delle sette chiavi (Seven Keys to Baldpate), regia di Lew Landers (1947)
- Gli amanti di Venezia (The Lost Moment), regia di Martin Gabel (1947)
- Io non t'inganno, t'amo! (I LOve Trouble), regia di S. Sylvan Simon (1948)
- La strada della felicità (On Our Merry Way), regia di Leslie Fenton, King Vidor (1948)
- La donna del traditore (To the Victor), regia di Delmer Daves (1948)
- Patto col diavolo, regia di Luigi Chiarini (1949)
- In estasi (Rapture), regia di Goffredo Alessandrini (1949)
- Vulcano, regia di William Dieterle (1950)
- Gli inesorabili, regia di Camillo Mastrocinque (1950)
- La strada buia, regia di Sidney Salkow e Marino Girolami (1950)
- Omertà (People Against O'Hara), regia di John Ford (1951)
- È l'amor che mi rovina, regia di Mario Soldati (1951)
- Processo alla città, regia di Luigi Zampa (1952)
- Il tenente Giorgio di Raffaello Matarazzo (1952)
- Sul ponte dei sospiri, regia di Antonio Leonviola (1952)
- Prigionieri delle tenebre, regia di Enrico Bomba (1952)
- La voce del silenzio, regia di Georg Wilhelm Pabst (1953)
- I vinti, regia di Michelangelo Antonioni (1953)
- La mano dello straniero, regia di Mario Soldati (1953)
- La nave delle donne maledette, regia di Raffaello Matarazzo (1953)
- Attila, regia di Pietro Francisci (1954)
- Proibito, regia di Mario Monicelli (1954)
- Mambo, regia di Robert Rossen (1954)
- La tua donna, regia di Giovanni Paolucci (1954)
- Luna nova, regia di Luigi Capuano (1955)
- Elena di Troia (Helen of Troy), regia di Robert Wise e Sergio Leone (1956)
- Il ricatto di un padre, regia di Giuseppe Vari (1957)
- Il pianeta dove l'inferno è verde (Monster from Green Hell), regia di Kenneth G. Crane (1957)
- Schiavi d'amore delle Amazzoni (Love Slaves of the Amazons), regia di Curt Siodmak (1957)
- Un marito per Cinzia (Houseboat), regia di Melville Shavelson (1958)
- La vendetta della signora (The Visit), regia di Bernhard Wicki (1964)
- Massacro al Grande Canyon, regia di Sergio Corbucci (1965)
- La spia dal cappello verde (The Spy in the Green Hat), regia di Joseph Sargent (1967)
- La fratellanza (The Brotherhood), regia di Martin Ritt (1968)
- La collina degli stivali, regia di Giuseppe Colizzi (1969)
- L'oro di Mackenna (Mackenna's Gold), regia di J. Lee Thompson (1969)
- Un assassino per un testimone (Stiletto), regia di Bernard L. Kowalski (1969)
- Il segreto di Santa Vittoria (The Secret of Santa Vittoria), regia di Stanley Kramer (1969)
- Colpo rovente, regia di Piero Zuffi (1970) (postumo)

### Televisione
- Studio One – serie TV, episodio 4x3 (1951)
- Schlitz Playhouse of Stars – serie TV, episodi 5x47-6x24 (1956-1957)
- Climax! – serie TV, episodi 2x31- 2x41-3x01-3x20-4x28 (1956-1958)
- Panico (Panic!) – serie TV, episodio 1x07 (1957)
- Rescue 8 – serie TV, episodio 1x12 (1958)
- Pursuit – serie TV, episodio 1x11 (1958)
- Have Gun - Will Travel – serie TV, episodi 1x23-2x39 (1958-1959)
- The Further Adventures of Ellery Queen – serie TV, episodio 1x17 (1959)
- David Niven Show (The David Niven Show) – serie TV, episodio 1x07 (1959)
- Johnny Staccato – serie TV, 19 episodi (1959-1960)
- Michael Shayne – serie TV episodio 1x10 (1960)
- Tightrope – serie TV, episodio 1x26 (1960)
- I detectives (The Detectives) – serie TV, episodio 2x22 (1961)
- Corruptors (Target: The Corruptors) – serie TV, episodio 1x14 (1961)
- Thriller – serie TV, episodi 1x18-2x25 (1961-1962)
- Follow the Sun – serie TV, episodio 1x17 (1962)
- Alfred Hitchcock presenta (Alfred Hitchcock Presents) – serie TV, episodi 7x19-7x20 (1962)
- The New Breed – serie TV, episodio 1x28 (1962)
- The Gallant Men – serie TV, episodio 1x10 (1962)
- La legge di Burke (Burke's Law) – serie TV, episodio 2x10 (1964)
- Mr. Broadway – serie TV, episodio 1x05 (1964)
- Slattery's People – serie TV, episodio 2x03 (1965)
- Il virginiano (The Virginian) – serie TV, episodio 4x28 (1966)
- Codice Gerico (Jericho) – serie TV, episodi 1x09-1x10 (1966)
- Kronos - Sfida al passato (The Time Tunnel) – serie TV, episodio 1x19 (1967)
- Agenzia U.N.C.L.E. (The Girl from U.N.C.L.E.) – serie TV, episodio 1x18 (1967)

## Discografia

### Album in studio
- 1920 - La predica del Santo Natale (Columbia Records, 59622)
- 1921 - L'addio di d'Annunzio (Columbia Records, 59659)
- 1921 - D'Annunzio ferito (Columbia Records, 59660)
- 1921 - Caruso mmieza a l'angeli (Columbia Records, 59689)
- 1921 - Paloma 'e notte (Columbia Records, 87521)
- 1921 - Mistere 'e Marechiare (Columbia Records, 87687)
- 1921 - 'O bicchiere 'e vino (Columbia Records, 87688)
- 1921 - Nfama (Columbia Records, 87716)

## Doppiatori italiani
- Lauro Gazzolo in Vacanze pericolose, Omertà, Mambo, La collina degli stivali
- Emilio Cigoli in Una donna in gabbia, Il tenente Giorgio
- Mario Besesti in Gunga Din, Vulcano
- Giorgio Capecchi ne Il prigioniero di Amsterdam, La vendetta della signora
- Bruno Persa ne Il pianeta dove l'inferno è verde, L'oro di Mackenna
- Luigi Pavese ne Le 5 schiave (ridoppiaggio)
- Nino Pavese ne Il fiore che non colsi
- Cesare Fantoni in Gilda
- Gaetano Verna ne La donna del traditore
- Corrado Racca ne Il principe delle volpi
- Amilcare Pettinelli in Elena di Troia
- Arnoldo Foà ne Il ricatto di un padre
- Aldo Silvani in Massacro al Grande Canyon
- Gino Baghetti ne Il segreto di Santa Vittoria
- Renato Turi in Colpo rovente
- Francesco Vairano ne La strada della felicità (ridoppiaggio)